# Dario Compiani
Luigi Antonio Compiani detto Dario (Spinadesco, 1º settembre 1903 – Cremona, 4 aprile 1962) è stato un allenatore di calcio e calciatore italiano, di ruolo portiere.

## Caratteristiche tecniche
(Corriere della Sera, 13 marzo 1932)

## Carriera
Cresciuto nella Cremonese, con cui ha esordito in Prima Divisione, è passato nel 1927-1928 al Milan e vi ha giocato da titolare fino al 1935-1936. Tra i migliori portieri del Milan prebellico, ebbe la sfortuna d giocare in una squadra poco competitiva, che non lottò mai per la conquista del campionato. Spesso risultò fondamentale nel contenere il passivo dei rossoneri.
Ha poi chiuso con un biennio tra Sampierdarenese e Cremonese. In seguito ha allenato la Torrese nel campionato di Serie C 1945-1946 e nel campionato di Serie B 1946-1947, portando la società napoletana, all'apice della sua storia dall'istituzione del girone unico, conquistando il sesto posto del campionato cadetto.
Nei primi anni Quaranta allenò il Giulianova, dove ottenne la promozione in Serie C nella stagione 1938-1939, Teramo e Battipagliese. Nella stagione 1949-1950 è stato alla guida del Giulianova.

## Statistiche

### Presenze e reti nei club
| Stagione        | Squadra         | Campionato      | Campionato | Campionato | Coppe nazionali | Coppe nazionali | Coppe nazionali | Coppe continentali | Coppe continentali | Coppe continentali | Altre coppe | Altre coppe | Altre coppe | Totale | Totale |
| Stagione        | Squadra         | Comp            | Pres       | Reti       | Comp            | Pres            | Reti            | Comp               | Pres               | Reti               | Comp        | Pres        | Reti        | Pres   | Reti   |
| --------------- | --------------- | --------------- | ---------- | ---------- | --------------- | --------------- | --------------- | ------------------ | ------------------ | ------------------ | ----------- | ----------- | ----------- | ------ | ------ |
| 1927-1928       | Milan           | DN              | 30         | -41        | -               | -               | -               | -                  | -                  | -                  | -           | -           | -           | 30     | -41    |
| 1928-1929       | Milan           | DN              | 28         | -31        | -               | -               | -               | -                  | -                  | -                  | CEC         | 2           | -3          | 30     | -34    |
| 1929-1930       | Milan           | A               | 26         | -37        | -               | -               | -               | -                  | -                  | -                  | -           | -           | -           | 30     | 10     |
| 1930-1931       | Milan           | A               | 19         | -32        | -               | -               | -               | -                  | -                  | -                  | -           | -           | -           | 19     | -32    |
| 1931-1932       | Milan           | A               | 31         | -31        | -               | -               | -               | -                  | -                  | -                  | -           | -           | -           | 31     | -31    |
| 1932-1933       | Milan           | A               | 31         | -55        | -               | -               | -               | -                  | -                  | -                  | -           | -           | -           | 31     | -55    |
| 1933-1934       | Milan           | A               | 30         | -42        | -               | -               | -               | -                  | -                  | -                  | -           | -           | -           | 30     | -42    |
| 1934-1935       | Milan           | A               | 22         | -24        | -               | -               | -               | -                  | -                  | -                  | -           | -           | -           | 22     | -24    |
| 1935-1936       | Milan           | A               | 1          | -1         | -               | -               | -               | -                  | -                  | -                  | -           | -           | -           | 1      | -1     |
| Totale Milan    | Totale Milan    | Totale Milan    | 218        | -294       |                 | 3               | 2               |                    | -                  | -                  |             | -           | -           | 220    | -297   |
| Totale carriera | Totale carriera | Totale carriera | ?          | ?          |                 | ?               | ?               |                    | ?                  | ?                  |             | ?           | ?           | ?      | ?      |

## Palmarès

### Allenatore

#### Competizioni regionali
- Prima Divisione: 1

Giulianova: 1938-1939